# Keri Hilson
Keri Lynn Hilson (Decatur, Geòrgia, 5 de desembre de 1982) és una cantant i compositora estatunidenca de R&B nominada als premis Grammy, actualment contractada per Zone 4/Mosley Music Group/Interscope. Keri és membre d'un col·lectiu de compositors i productors coneguts com The Clutch. Al llarg de la dècada del 2000, Hilson ha escrit cançons per a nombrosos rapers i cantants, entre els quals s'inclouen Britney Spears o Ludacris. El 2007, va col·laborar amb Timbaland en els seus èxits "The Way I Are" i "Scream," començant així la seva carrera en solitari. Keri ha fet alguns cameos en videoclips per a Usher, Ne-Jo i Nelly, entre d'altres.
El seu àlbum debut, In a Perfect World..., va ser publicat a principis de 2009 i va proporcionar èxits com "Energy", "Turnin' Em On," "Knock You Down" i "I Like",aquest últim va ser un gran èxit a Alemanya, ja que forma part de la banda sonora de la pel·lícula Zweiohrküken.

## Biografia

### Primers anys
Va estudiar a la Tucker High School en Tucker, Geòrgia. Durant l'adolescència Hilson va estudiar piano i cant, i va formar part del grup femení By D'Signe a l'edat de 14 anys. Es va convertir en compositora i veu secundària a l'institut i va assistir a la Universitat d'Emory, on es va especialitzar en teatre.

### 2001-2007: Composició i veu secundària
Keri Hilson ha estat compositora musical per a diversos solistes des del 2000. Ha escrit música per a Britney Spears, Xzibit, Toni Braxton, Mary J. Blige, Usher, Ciara, The Pussycat Dolls, Avant, Ruben Studdard, B5, Diddy, Chingy, Armand Van Helden, LeToya Luckett, Rich Boy, Shawn Desman, Kelly Rowland, Nicole Scherzinger, Lloyd Banks, Timbaland i diversos més encara no llançats.

## Discografia

### Àlbums
- In a Perfect World 24 de març de 2009

### Senzills
- Superhuman - Keri Hilson ft Chris Brown

| Any  | Títol                                                           | Posicionaments | Posicionaments | Posicionaments | Posicionaments | Posicionaments | Posicionaments | Posicionaments | Àlbum                       |
| Any  | Títol                                                           | EU             | RU             | IRL            | AUS            | NZ             | ALE            | SUI            | Àlbum                       |
| ---- | --------------------------------------------------------------- | -------------- | -------------- | -------------- | -------------- | -------------- | -------------- | -------------- | --------------------------- |
| 2004 | "Hey Now (Mean Muggin)" (Xzibit amb Keri Hilson)                | 93             | 9              | 14             | 44             | 21             | 33             | 42             | Weapons of Mass Destruction |
| 2006 | "Help" (Lloyd Banks amb Keri Hilson)                            | -              | -              | -              | -              | -              | -              | -              | Rotten Apple                |
| 2007 | "The Way I Are" (Timbaland amb Keri Hilson, D.O.I. & Sebastian) | 3              | 1              | 1              | 3              | 2              | 5              | 9              | Xoc Value                   |
| 2007 | "Good Things" (Rich Boy amb Polow dona Don i Keri Hilson)       | 63             | -              | -              | -              | -              | -              | -              | Rich Boy                    |

### Col·laboracions
- 2003: "Choosin'" (Too Short amb Jagged Edge, Jazze Pha & Keri Hilson)
- 2004: "(Hey Now) Mean Muggin'" (Xzibit amb Keri Hilson)
- 2005: "Hands and Feet" - In the Mix soundtrack
- 2006: "At the Park" - Field Mob (Keri no va ser acreditada amb col·laboració musical)
- 2006: "Let Me Luv U" (Chingy amb Keri Hilson)
- 2006: "Help" (Lloyd Banks amb Keri Hilson)
- 2006: "After Love" (Diddy amb Keri Hilson)
- 2007: "Good Things" (Rich Boy amb Polow dona Don & Keri Hilson)
- 2007: "Lost Girls" (Rich Boy amb Rock City & Keri Hilson)
- 2007: "Miscommunication" (Timbaland amb Keri Hilson & Sebastian)
- 2007: "The Way I Are" (Timbaland amb Keri Hilson & D.O.I.)
- 2007: "Scream" (Timbaland amb Keri Hilson & Nicole Scherzinger)
- 2007: "Hello" (Timbaland amb Keri Hilson & Attitude)
- 2008: "Return The Favor" (Keri Hilson amb Timbaland)
- 2008: "Hero" (Nas amb Keri Hilson)
- 2008: "Superhuman" (Chris Brown amb Keri Hilson)
- 2008: "Numba 1" (Kardinal Offishall amb Keri Hilson)
- 2008: "Turnin' Em On" (Keri Hilson amb Lil Wayne)
- 2009: "Knock You Down" (Keri Hilson amb Kanye West i Ne-Jo)
- 2009: "Slow Dance" (Keri Hilson)
- 2009: "Get Your Money Up" (Keri Hilson amb Tryna i Keysha Col·le)
- 2009: "Make Love" (Keri Hilson amb Kanye West)
- 2009: "Number One" (R. Kelly amb Keri Hilson)
- 2010: "Million Dollar Girl" (Trina amb Keri Hilson i Diddy)
- 2010: "Got Your Back" (T.I. amb Keri Hilson )

### Crèdits com a compositora

#### Britney Spears-Blackout
- 01. "Gimme More"
- 04. "Break the Ice"
- 11. "Perfect Lover"
- 13. "Outta This World" [Bonus Track]
- 3LW - "Feelin' You"
- 3LW - "Things You Never Hear a Girl Say"
- Amerie - "Hate 2 Love O"
- ATL - "The One"
- Avant - "4 Minutes"
- B5 - "Heartbreak"
- Chingy - "Let Me Luv U"
- Chris Brown - "Young Love"
- Ciara - "Ooh Baby"
- Danity Kane - "Want It"
- Danity Kane - "Right Now"
- Diddy amb Keri Hilson - "After Love"
- Britney Spears - "Motherlove"
- Esko Martinez - Heartbreak
- Esko Martinez - I'mma Do Em
- Field Mobb. At the park
- Keke Palmer - The game song
- Keshia Chante - Too much
- Jennifer Lopez - Wrong when you're gone
- LeToya Luckett - "What Love Ca Do"
- Ludacris amb Mary J. Blige - "Runaway Love"
- Mary J. Blige - "Take M'as I Am"
- MopHeadz - Rub Em Up Rite
- Omarion - "Ice Box"
- Paula Campbell - "Hitlist"
- The Pussycat Dolls - "Bite the Dust"
- The Pussycat Dolls amb Timbaland - "Wait a Minute"
- Ruben Studdard - "Play Our Song"
- Rihanna - Control Em (Demo)
- Shawn Desman - "Xarxa Hair"
- Toni Braxton - "Supposed to Be"
- Usher - "Redlight"
- Tank - I Love You
- Tiffany Evans - "Girl Gone Wild"

## Videografia
- 2008: Energy (Dirigit per Melina Matsoukas)
- 2008: Return the Favor (Dirigit per Melina Matsoukas)
- 2008: Turnin' me On (Dirigit per Erik White)
- 2009: Knock you down (Dirigit per Chris Robinson)
- 2010: Change Me (Feat.Akon)
- 2010: Oh Africa (Feat.Akon)

### Aparicions
- 2004: Xzibit - Hey Now (Mean Muggin)
- 2006: Nelly Furtado - Promiscuous
- 2006: Lloyd Banks - Help
- 2006: Rich Boy - Throw Some D'
- 2007: Timbaland - The way I are
- 2007: Timbaland - Scream
- 2007: Rich Boy: Good Things
- 2008: Usher - Love in this club
- 2008: Nas - Hero
- 2008: Chris Brown - Superhuman
- 2008: Ne-Jo - Miss Independent
- 2008: Kardinal Offishall - Numba 1
- 2009: R. Kelly - Number one
- 2009: Fabolous - Loso's Way